# غونار سترومر
غونار سترومر (مواليد 19 سبتمبر 1972) هو سياسي سويدي من حزب التجمع المعتدل، يشغل حالياً منصب وزير العدل في حكومة أولف كريستيرسون منذ أكتوبر 2022.